# Telecentryczność
Telecentryczność – właściwość układu optycznego (na przykład obiektywu fotograficznego) polegająca na wzajemnej równoległości promieni świetlnych z niego wychodzących. 
Jeśli promienie te padają następnie na materiał światłoczuły (błonę fotograficzną, matrycę), czynią to pod jednakowym kątem (zwykle prostym), co zapobiega zniekształceniom obrazu i jego zaciemnieniom w rogach kadru.